# Reichenbacher FC
Der Reichenbacher FC ist ein Fußballklub in der vogtländischen Stadt Reichenbach. Er spielt in der Sachsenliga.

## Struktur
Der FC wurde 1995 als eingetragener Verein gegründet. Er unterhält vier Männer- und sieben Jugendmannschaften sowie jeweils eine Frauen- und eine Mädchenfußballmannschaft (Stand 2008). Dem Verein stehen das städtische Stadion am Wasserturm und die ebenfalls in städtischer Trägerschaft stehende Sporthalle an der Cunsdorfer Straße zur Verfügung. Das 2006 komplett sanierte Stadion fasst 2000 Zuschauer, verfügt über einen Naturrasen- und einen Kunstrasenplatz und ist mit Flutlicht und einer Leichtathletiklaufbahn ausgestattet.

## Geschichte
Die Anfänge des Reichenbacher FC reichen weit zurück. Als VfB 1907 Reichenbach spielte der Verein innerhalb des VMBV kurzzeitig in der 1a-Klasse des Gaues Westsachsen 1924 wurde der Verein in 1. FC 1907 Reichenbach umbenannt und spielte bis zur Saison 1932/33 durchgängig in der 1a-Klasse im Gau Göltzschtal, bzw. nach Angliederung 1930 in der Gauliga Vogtland des VMBV. Nach Auflösung der Regionalverbände durch die Gleichschaltung 1933 spielte Reichenbach vorerst drittklassig. Zur Spielzeit 1936/37 gelang der Aufstieg in die zweitklassige Fußball-Bezirksklasse Plauen-Zwickau. Ende Oktober 1941 zog sich der Verein dann vom Spielbetrieb zurück.
Nachdem 1945 durch die sowjetische Besatzungsmacht alle Sportvereine verboten worden waren und danach anfangs Sportbetrieb nur durch locker organisierte Sportgemeinschaften auf lokaler Ebene gestattet wurde, entstand in Reichenbach die SG Reichenbach, deren Fußballspieler in den folgenden Jahren nur eine untergeordnete Rolle spielten. Um 1950 wurde die SG im Rahmen der Einführung des ostdeutschen Betriebssportgemeinschafts-Systems unter der Trägerschaft der kommunalen Verwaltungseinrichtungen in die BSG Einheit umgewandelt. Mithilfe der damit geschaffenen soliden ökonomischen Basis konnte sich die BSG-Sektion Fußball sportlich weiterentwickeln und stieg 1962 in die damals viertklassige Bezirksliga Karl-Marx-Stadt auf. Dort wurde sie auf Anhieb Bezirksmeister und qualifizierte sich damit für die II. DDR-Liga. Hier erreichte sie in der folgenden Saison 1962/63 als Neuling einen respektablen vierten Platz, musste aber anschließend wieder in die Bezirksliga zurück, da die II. DDR-Liga aufgelöst wurde.
Nicht nur in der II. DDR-Liga schlugen sich die Reichenbacher ordentlich, die Mannschaft machte als Drittligist auch im Wettbewerb um den DDR-Fußballpokal von sich reden. Nach Siegen über zwei Bezirkspokalsieger und den Viertligisten Motor Suhl kam die BSG Einheit bis in die 3. Hauptrunde, wo sie sich erst nach Verlängerung gegen den Oberligaabsteiger Lok Stendal mit 1:2 geschlagen geben musste.
In den folgenden Jahren belegte Einheit Reichenbach jeweils vordere Ränge in der Bezirksliga. Nachdem 1966 die Rechtsträgerschaft über die BSG auf örtliche Betriebe erweitert wurde, wandelte sich die BSG Einheit in die SG Blau-Weiß Reichenbach um. Unter dieser Bezeichnung wurde die Fußballmannschaft 1967 Staffelsieger der Bezirksliga, unterlag im Kampf um die Bezirksmeisterschaft jedoch der 2. Mannschaft des FC Karl-Marx-Stadt in zwei Spielen mit 1:2 und 1:1.
1968 wurde die SG Blau-Weiß, die ein Jahr zuvor in die viertklassige Bezirksklasse abgestiegen war, Bezirkspokalsieger und zog damit in den DDR-Pokal-Wettbewerb 1968/69 ein. Dort schaltete sie in der 1. Runde den Zweitligisten FSV Lok Dresden mit einem 2:1-Heimsieg aus und scheiterte in der folgenden Zwischenrunde erst nach einem Wiederholungsspiel mit 1:1 und 0:2 am Zweitligisten Motor Eisenach.
Nach vier Jahren in der Bezirksklasse gelang Blau-Weiß 1981 noch einmal für zwei Spielzeiten der Aufstieg in die Bezirksliga, anschließend spielte die Mannschaft bis zum Ende des DDR-Fußballs wieder in der Bezirksklasse.
Nach Einführung des DFB-Spielbetriebs in Ostdeutschland wurde die SG Blau-Weiß, inzwischen in einen bürgerlichen Verein umgewandelt, 1991 in die damals fünftklassige Bezirksliga Chemnitz eingegliedert. Dort verblieb sie bis zum Ende der Saison 1994/95. Mit dem 16. und letzten Platz musste die Mannschaft in die Bezirksklasse absteigen. Dies wurde von der Fußballabteilung der SG Blau-Weiß zum Anlass genommen, sich neu zu organisieren, und es wurde der eigenständige Reichenbacher Fußballclub gegründet. Dieser erreichte 1999 den Wiederaufstieg in die Bezirksliga Chemnitz, seit 2008 die 7. Liga im DFB-Spielbetrieb. 2015 stieg der Verein in die sechstklassigen Sachsenliga auf. Da der Heidenauer SV am Saisonende 2015/16 die Mannschaft aus finanziellen Gründen vom Spielbetrieb zurückgezogen hatte, erhielt stattdessen der sportlich abgestiegene Reichenbacher FC den vakanten Sachsenligastartplatz.

## Ligenübersicht
| 1. FC Reichenbach | 1. FC Reichenbach                    | 1. FC Reichenbach |
| ----------------- | ------------------------------------ | ----------------- |
| 1923–1930         | Gauliga Göltzschtal                  | 1. Liga           |
| 1930–1933         | Gauliga Vogtland                     | 1. Liga           |
| 1933–1936         | 1. Kreisklasse                       | 3. Liga           |
| 1936–1941         | Fußball-Bezirksklasse Plauen-Zwickau | 2. Liga           |
| BSG Einheit       |                                      |                   |
| bis 1961          | Bezirksklasse Karl-Marx-Stadt        | 5. Liga           |
| 1961/62           | Fußball-Bezirksliga Karl-Marx-Stadt  | 4. Liga           |
| 1962/63           | II. DDR-Liga                         | 3. Liga           |
| 1963–1966         | Bezirksliga Karl-Marx-Stadt          | 3. Liga           |
| SG Blau-Weiß      |                                      |                   |
| 1966–1977         | Bezirksliga Karl-Marx-Stadt          | 3. Liga           |
| 1977–1981         | Bezirksklasse Karl-Marx-Stadt        | 4. Liga           |
| 1981–1983         | Bezirksliga Karl-Marx-Stadt          | 3. Liga           |
| 1983–1991         | Bezirksklasse Karl-Marx-Stadt        | 4. Liga           |
| 1991–1995         | Bezirksliga Chemnitz                 | 5./6. Liga        |
| Reichenbacher FC  |                                      |                   |
| 1995–1999         | Bezirksklasse Karl-Marx-Stadt        | 7. Liga           |
| 1999–2014         | Bezirksliga Chemnitz/Sachsen Mitte   | 6./7. Liga        |
| 2014–2015         | Landesklasse Sachsen Mitte           | 7. Liga           |
| 2015–2018         | Fußball-Sachsenliga                  | 6. Liga           |
| 2018–2023         | Landesklasse Sachsen West            | 7. Liga           |
| seit 2023         | Fußball-Sachsenliga                  | 6. Liga           |

## Personen von besonderer Bedeutung
- Hans Speth, 232 DDR-Oberligaspiele, 1 A-Länderspiel, von 1967 bis 1971 Fußballtrainer bei Blau-Weiß